# Phlogiellus khampheng
Espèce
Phlogiellus khampheng est une espèce d'araignées mygalomorphes de la famille des Theraphosidae.

## Distribution
Cette espèce est endémique de la province de Champassak au Laos,. Elle se rencontre vers Paksé.

## Description
Le mâle holotype mesure 16,89 mm et les femelles paratypes 20,46 et 20,92 mm.

## Systématique et taxinomie
Cette espèce a été décrite par Sriranan, Songsangchote et Chomphuphuang en 2025.

## Publication originale
- Sriranan, Songsangchote, Sihavong, Sayavongsa, Sidavong, Satakoun, Inkhavilay, Chomphuphuang & Gabriel, 2025 : « A new species of Southeast Asian dwarf tarantula in the genus Phlogiellus Pocock, 1897, from Lao PDR (Theraphosidae, Selenocosmiinae). » ZooKeys, vol. 1247, p. 19-43 (texte intégral).